# Mido (montres)
Pour les articles homonymes, voir Mido (homonymie).
Mido SA est une entreprise horlogère suisse, fondée en 1918, à Soleure, par Georges Schaeren. Connue pour être une pionnière dans l'horlogerie de précision, elle fait partie du Swatch Group et est actuellement basée au Locle. Ses produits sont la Multifort à remontage automatique (1935), le chronographe central (1943) et la Mini Mido (1967), plus petite montre automatique jamais produite sur une chaîne de montage.

## Histoire
Fondée à Soleure le 11 novembre 1918 par Georges Schaeren, Mido est aujourd’hui basée dans la ville du Locle. Le nom Mido vient de l'espagnol Yo mido, qui signifie « je mesure ».
Dans les années 1920, Mido produit des montres aux boîtiers de couleur émaillés. L'entreprise se découvre un marché dans le secteur automobile en produisant des montres de la forme de calandres pour des marques telles que Buick, Bugatti, Fiat, Ford, Excelsior ou Hispano-Suiza.
Par la suite, Mido se concentre sur la production de montres à remontage automatique. La collection « Multifort » est lancée en 1934 : un système innovant en matière d'étanchéité (plus tard nommé « Aquadura ») lui permet de véritablement pouvoir fonctionner dans des conditions extrêmes d'environnement et d'usure : étanche, antimagnétique et résistant aux chocs, le modèle est même certifié par le laboratoire de tests électriques de New York, qui assure à l'époque les contrôles de métrologie du gouvernement américain. En 1935, la Multifort devient en outre la première montre de ce type à remontage automatique. 
En 1939, la « Mido Datometer » (qui intègre une aiguille supplémentaire pour indiquer la date) naît. C’est cette année également qu'apparaît comme ambassadeur le robot Mido, notamment par le biais d'une bande dessinée censée mettre en valeur la résistance et la durabilité de son héros,. 
Walter Schaeren, fils du fondateur, reprend la présidence de Mido dans les années 1940. De nombreux modèles sont alors développés pour les pilotes. En 1943 apparaît une nouvelle innovation majeure, le « Multicenterchrono » avec la réunion des branches du chronographe au centre de la montre : jusqu'à cette date, heures, minutes et secondes étaient en effet présentées sur des cadrans distincts. En 1967, la marque est à nouveau célébrée pour avoir mis en vente la montre pour femmes la plus fine du marché.
Dans les années 1980, le tennisman Björn Borg devient l’ambassadeur de la marque.
En 1983, l'ASUAG, qui détient Mido, fusionne avec la Société suisse pour l'industrie horlogère (SSIH), un autre grand groupe horloger suisse, pour former la Société de microélectronique et d'horlogerie (SMH), aujourd’hui rebaptisée Swatch Group.
Selon les chiffres publiés dans le rapport du Contrôle officiel suisse des chronomètres, la marque a certifié 72 948 chronomètres mécaniques pour l’année 2013, ce qui la place au 4e rang des marques suisses.

## Collections
- Baroncelli
- Belluna
- Multifort
- Commander
- Rainflower
- Ocean Star
- Great Wall
- All Dial